# Збірна Югославії з футболу
Збірна Югославії з футболу (серб. Фудбалска репрезентација Југославије) — футбольна збірна, яка представляла федеративну державу Югославію в міжнародних матчах і перебувала під контролем Футбольного союзу Югославії. Команда зіграла свою першу гру 1920 року і представляла послідовно Королівство Сербів, Хорватів і Словенців (КСХС, 1920—1929), Королівство Югославія (1929—1941), Федеративну Народну Республіку Югославію (ФНРЮ, 1946—1963) і Соціалістичну Федеративну Республіку Югославію (СФРЮ, 1963—1992) аж до розпаду останньої на кілька незалежних держав.
Правонаступником збірної вважають команду, яка з 1994 року представляла у футболі Союзну Республіку Югославію, а в останні роки існування мала назву збірної Сербії та Чорногорії.

## Виступи збірної Югославії

### На Чемпіонатах світу
- 1930 — 4-те місце
- 1934, 1938 — не пройшла кваліфікацію
- 1950 — груповий етап
- 1954 — чвертьфінал
- 1958 — чвертьфінал
- 1962 — 4-те місце
- 1966, 1970 — не пройшла кваліфікацію
- 1974 — другий груповий етап
- 1978 — не пройшла кваліфікацію
- 1982 — груповий етап
- 1986 — не пройшла кваліфікацію
- 1990 — чвертьфінал
- 1994 — не допущена до відбіркових змагань через громадянську війну в країні

### На Чемпіонатах Європи
- 1960 — срібний призер
- 1964 — не пройшла кваліфікацію
- 1968 — срібний призер
- 1972 — не пройшла кваліфікацію
- 1976 — 4-те місце
- 1980 — не пройшла кваліфікацію
- 1984 — груповий етап
- 1988 — не пройшла кваліфікацію
- 1992 — пройшла кваліфікацію, але була дискваліфікована через громадянську війну в країні

## Гравці збірної
- Мілорад Арсеньєвич (1927—1936)